# Gerald Martin
Gerald Martin (Londres, 22 de febrero de 1944) es un biógrafo y crítico literario británico de ficción latinoamericana. Es conocido por sus trabajos sobre los escritores Miguel Ángel Asturias y Gabriel García Márquez, ganadores ambos del Premio Nobel de Literatura.
Su libro Gabriel García Márquez. Una vida (2008) fue la primera biografía completa de García Márquez.

## Datos biográficos
Estudió español, francés y portugués en Bristol, donde se graduó en 1965. En 1970 recibió su doctorado en Literatura Latinoamericana en la Universidad de Edimburgo. Entre 1965 y 1966 pasó un año en la ciudad de Cochabamba (Bolivia), con VSO. Entre 1968 y 1969 realizó un trabajo de posgrado en la UNAM, en la Ciudad de México y fue becario visitante en la Universidad de Stanford (1971-1972) gracias a una beca Harkness. En 1984 se convirtió en el primer profesor de Estudios Hispánicos en la Escuela Politécnica de Portsmouth, donde enseñó durante muchos años y ayudó a organizar la primera licenciatura en Estudios Latinoamericanos. Para 1990 había visitado todos los países de América Latina.
Trabajó durante 25 años como el único miembro anglohablante de la Colección Archivos (en París). Se convirtió en presidente del Instituto Internacional de Literatura Iberoamericana (en Pittsburgh).
Entre 1992 y 2007 fue profesor de la cátedra Andrew W. Mellon de Lenguas Modernas en la Universidad de Pittsburgh.
Sus investigaciones y publicaciones se han centrado en la novela latinoamericana.
Su doctorado fue dedicado a Miguel Ángel Asturias, que ganó el Premio Nobel antes de que Martin terminara su tesis. Ha producido ediciones críticas de Hombres de maíz (1981) y de El señor presidente (2000). También ha traducido novelas de Rafael Chirbes y Max Aub.
En la década de 1980 se concentró en la historia de la literatura y las artes, y contribuyó con tres capítulos principales a la Historia de América Latina (de la Universidad de Cambridge). En 1989 publicó Journeys Through the Labyrinth: Latin American Fiction in the Twentieth Century. Desde entonces se ha centrado en la biografía.
En 2008 publicó una biografía de Gabriel García Márquez, que ha aparecido en veinte idiomas. En 2012 escribió una Introducción a Gabriel García Márquez.
Desde 2010 trabaja en una biografía del novelista peruano y premio nobel de literatura Mario Vargas Llosa para Bloomsbury.

## Obras

### Traducciones
- Asturias, Miguel Ángel: Men of Maize. Nueva York: Delacorte Press, 1975. ISBN 0440055830. Londres: Verso, 1988. ISBN 086091190X. Pittsburgh: University of Pittsburgh Press, 1993. ISBN 0822955148. Londres: Penguin Classics, 2024. ISBN 9780143138402.[8]
- Chirbes, Rafael: Mimoun/Máscaras (1992). Londres: La Cola de la Serpiente. ISBN 9781852422202.
- Aub, Max: Field of Honour (2009). Londres: Verso, 2009. ISBN 1844674002.

### Ediciones
- Asturias, Miguel Ángel. Hombres de maíz (1996). Madrid: ALLCA XX. ISBN 8489666202.
- Asturias, Miguel Ángel. El Señor Presidente (2000). Madrid: ALLCA XX. ISBN 84-89666-51-2.
- Cortázar, Julio. Fuentes, Carlos. García Márquez, Gabriel. Vargas Llosa, Mario. Las cartas del Boom (2023). Con Carlos Aguirre, Javier Munguía y Augusto Wong Campos. Barcelona: Alfaguara. ISBN 9788420460888.[9]

#### Otros
- Estudio y establecimiento del texto en Asturias, Miguel Ángel. Hombres de maíz (1981). Madrid: Fondo de Cultura Económica - Editorial Klincksieck.[1]
- Historia del texto en Asturias, Miguel Ángel. París 1924-1933. Periodismo y creación literaria. (1988) Madrid: ALLCA XX. Con Arturo Taracena, Paul Verdevoye, Jean Cassou, George Pillement y Paulette Patout. Edición de Amos Segala. ISBN 8489666008.

### Ensayos
- Journeys Through the Labyrinth: Latin American Fiction in the Twentieth Century (1989). Londres: Verso. ISBN 0-86091-238-8.
- «Miguel Ángel Asturias: El Señor Presidente» (1990), en Philip Swanson (editor): Puntos de referencia en la ficción latinoamericana moderna (págs. 50-73). Londres: Routledge. ISBN 0-415-01996-6.
- Introducción a Gabriel García Márquez (2012). Londres: Cambridge University Press. ISBN 0521719925.
- «Gabriel García Márquez periodista: una visión panorámica» (2012), en Gabo periodista. México: Fondo de Cultura Económica, Random House Mondadori y Fundación Gabriel García Márquez para el Nuevo Periodismo Iberoamericano. ISBN 9786071612434
- «México en la vida de Gabriel García Márquez: reflexiones», en Gabriel García Márquez. De la letra a la memoria (2014). México: Programa Editorial del Gobierno de la República. ISBN 9786074960327.
- «La primera página del boom», en El Señor Presidente, (2020), de Miguel Ángel Asturias. Edición conmemorativa de la Real Academia Española y la Asociación de Academias de la Lengua Española. Barcelona: Alfaguara. ISBN 9788420454436.

### Biografías
- Gabriel García Márquez. Una vida (Gabriel García Márquez. A Life, 2008). Londres: Bloomsbury. ISBN 9780747594765.
- Mario Vargas Llosa. Una vida (Mario Vargas Llosa. A Life, 2026). Londres: Bloomsbury. ISBN 	9781526670854.